# A Christmas Carol (film 1943)
A Christmas Carol è un film per la televisione del 1943 diretto da George Lowther.
Basato sul romanzo Canto di Natale (A Christmas Carol) di Charles Dickens, è in assoluto il primo tra i numerosi adattamenti televisivi del racconto di Charles Dickens, con un formato ancora sperimentale. Protagonista è l'attore inglese William Podmore.
Le prime versioni televisive erano trasmesse in diretta e di esse non esiste copia registrata. A Christmas Carol fu fin dal 1943 un classico natalizio alla televisione americana, da ripetersi ogni anno con un copione, un formato e un gruppo di attori diversi. La stampa del tempo parla di questa produzione in termini molto lusinghieri sia dal punto di vista dei risultati tecnici che di quelli espressivi.

## Trama
L'avaro e gretto Ebenezer Scrooge, alla vigilia di Natale, non vuole fare la carità né è intenerito dalla visita di un nipote. Tornato a casa, Scrooge vede il fantasma del suo ex socio che lo mette in guardia. La notte, verrà poi visitato da tre spiriti: lo spirito del Natale passato, lo spirito del Natale presente e lo spirito del futuro che lo attende se non cambia atteggiamento verso gli altri.

## Produzione
Il film fu prodotto negli Stati Uniti da W2XWV New York City. 

## Distribuzione
Il film fu trasmesso negli Stati Uniti su W2XWV New York City, il 22 dicembre 1943.